# Agon (Mythologie)
Agon (altgriechisch Ἀγών Agṓn, deutsch ‚Wettkampf, Streit‘) ist in der griechischen Mythologie die Personifikation des Wettstreits (Agon).
Ein Kult des Agon ist einzig bei Pausanias belegt, ein Mythos ist nicht überliefert. Pausanias beschreibt eine kleinere von Dionysios geschaffene Statue des Agon, die als Weihegeschenk von Mikythos im Zeusheiligtum in Olympia aufgestellt worden war. Agon hielt Halteres in den Händen, die den olympischen Pentathleten als Hilfe beim Weitsprung dienten. Außerdem war er unter den Götterreliefs des von Kolotes geschaffenen chryselephantinen Tisches dargestellt, auf dem die Kränze für die Sieger der Olympischen Spiele bereitgelegt wurden.
Es wurde vielfach versucht, Agon auf weiteren Darstellungen zu identifizieren. Es sind Darstellungen von mit Flügeln ausgestatteten und damit vergöttlichten Pentathleten erhalten, die sich auf Plastiken, Münzen oder Sarkophagen finden. Wegen fehlender Beischriften bleibt die Zuordnung zu Agon jedoch hypothetisch.